# 绵刺
绵刺（学名：Potaninia mongolica），为蔷薇科绵刺属下的一个种。种名mongolica意为蒙古的。 